# شاخص هزینه اشتغال
شاخص هزینهٔ اشتغال (به انگلیسی: Employment cost index؛ مخفف: ECI) یک سری فصلی اقتصادی است که تغییرات در هزینه‌های نیروی کار را برای مشاغل مختلف در اقتصاد ایالات متحده نشان می‌دهد. این شاخص توسط ادارهٔ آمار کار (بی‌ال‌اس) در وزارت کار ایالات متحده ارائه می‌شود.

## به‌کاربندی
شاخص هزینهٔ اشتغال در مقایسه با شاخص قیمت مصرف‌کننده (سی‌پی‌آی)، پوشش مطبوعاتی کمتری دارد. ای‌سی‌آی نشانه‌ای از افزایش یا کاهش هزینه‌های شغلی است و بنابراین تورم دستمزدهای پرداختی کارفرما را اندازه می‌گیرد، در حالی که سی‌پی‌آی معیاری برای سنجش تورم در قیمت‌های مصرف‌کننده است. آلن گرینسپن، رئیس سابق فدرال رزرو گفت: «شاخص هزینهٔ اشتغال برای درک اقتصاد آمریکا ضروری است. این شاخص صحت آمار مربوط به هزینه‌های پرداختی کارفرمایان را که برای سیاست‌گذاری اقتصادی و برنامه‌ریزی تجاری موفق به آن تکیه می‌کنیم، تضمین می‌کند.» فدرال رزرو در تصمیم‌گیری برای تعدیل نرخ بهره اصلی، اغلب به تغییرات در ای‌سی‌آی اشاره می‌کند که بر فرایند تصمیم‌گیری آن تأثیر می‌گذارد. این شاخص همچنین در تعیین تعدیل‌های سالانۀ حقوق کارکنان دولت ایالات متحده توسط جنرال اسکجول استفاده می‌شود. بررسی پرداخت ملی - روند هزینه اشتغال، شاخص‌های سه‌ماهه‌ای را تولید می‌کند که تغییرات در طول زمان در هزینه‌های نیروی کار (ای‌سی‌آی) و داده‌های سه‌ماهه سطح متوسط هزینه‌ها در هر ساعت کار (ای‌سی‌ای‌سی) را اندازه‌گیری می‌کند.